# Aaron Pearl
Aaron Pearl (ur. 11 maja 1972 w Sechelt) – kanadyjski aktor filmowy i telewizyjny, scenarzysta i producent filmowy.

## Życiorys
Urodził się w Sechelt, w kanadyjskiej prowincji Kolumbia Brytyjska. Jako aktor zadebiutował w 1996 w amerykańskim telewizyjnym melodramacie sportowym Annie O. Grał w wielu kanadyjskich i amerykańskich serialach telewizyjnych. W 1999 roku wyprodukował pierwszy film według własnego scenariusza Little Boy Blues.

## Filmografia
- 1995: Annie O jako Chuck
- 1996: Titanic jako Lee
- 1996: Mroczne dziedzictwo (Poltergeist: The Legacy) jako Hal
- 1996: Nieśmiertelny (Highlander) jako Corman
- 1997: Gliniarz z dżungli (The Sentinel) jako Harley
- 1997: Akademia Policyjna (Police Academy: The Series) jako Roosevelt
- 1998: Ści(ą)gany (Wrongfully Accused) jako Sean Laughrea
- 1999: Little Boy Blues jako Lou (także scenarzysta i współproducent)
- 1999–2004: Gwiezdne wrota (Stargate SG-1) jako porucznik George Hammond (1999) / Major Kearney (2004)
- 2000: Źródło (The Spring) jako Josh Gamble
- 2001: Tajemnice Smallville (Smallville) jako Len Burton
- 2002: Wybrańcy obcych (Taken) jako State Trooper
- 2003: Trup jak ja (Dead Like Me) jako Brett
- 2004: Battlestar Galactica jako chorąży Abel Thornton
- 2005: Krwiopijcy: Wojny wampirów (Bloodsuckers) jako Roman Kuchinsky
- 2006: Krwawe święta (Black Christmas) jako Bludworth
- 2006: Zaręczyny na śmierć (Engaged to Kill) jako Derick Woodcutter
- 2006: Różowa Pantera (The Pink Panther) jako strażnik G9
- 2006: Lot 93 z Newark (Flight 93) jako Kontrola
- 2006: X-Men: Ostatni bastion (X-Men: The Last Stand) jako Team Leader
- 2007: Nora Roberts: Niebo Montany (Montana Sky) jako Nate
- 2007: Zabójca (War) jako agent Clark
- 2007: Dungeon Siege: W imię króla (In the Name of the King: A Dungeon Siege Tale) jako generał Aziel
- 2008: Yeti: Zabójcza stopa (Yeti: Curse of the Snow Demon) jako H.W. Tilman
- 2008: Słowo na L (The L Word) jako porucznik Finnerty
- 2009: Wyspa Harpera (Harper’s Island) jako Deputy Garrett
- 2009: Fringe: Na granicy światów (Fringe) jako agent Tevez
- 2009–2012: Nie z tego świata (Supernatural) jako Roger (2009) / Levitt (2012)
- 2010: Tajemnica Stonehenge (Stonehenge Apocalypse) jako kapitan
- 2010: Gniewna ławniczka jako detektyw Runyon
- 2013: Człowiek ze stali (Man of Steel) jako Kumpel z baru
- 2014: Godzilla jako Evacuation Worker
- 2016: Kryminalne wypieki: Mordercza receptura (Murder, She Baked: A Deadly Recipe) jako Gary Koehler